# Stop the Clocks
Albums de Oasis
Stop The Clocks (EP)
(2005) Dig Out Your Soul
(2008)
Stop the Clocks est le premier best-of du groupe anglais Oasis. L'album-compilation est sorti le 15 novembre 2006 au Japon, le 20 en Europe et en Australie et le 21 dans les Amériques. Il contient la majorité des chansons les plus connues d'Oasis depuis Definitely Maybe, jusqu'à Don't Believe the Truth. On peut cependant remarquer l'absence de chanson issue de l'album Be Here Now et celles des singles Whatever, Stop Crying Your Heart Out, Roll With It, Shakermaker et The Hindu Times.

## Liste des titres
Disque 1
1. Rock 'n' Roll Star
2. Some Might Say
3. Talk Tonight
4. Lyla
5. The Importance of Being Idle
6. Wonderwall
7. Slide Away
8. Cigarettes and Alcohol
9. The Masterplan

Disque 2
1. Live Forever
2. Acquiesce
3. Supersonic
4. Half the World Away
5. Go Let It Out
6. Songbird
7. Morning Glory
8. Champagne Supernova
9. Don't Look Back in Anger

## Charts
- #01 :  Japon -  Mexique -
- #02 :  Royaume-Uni -  Irlande
- #04 :  Argentine
- #14 :  Italie
- #29 :  Suède
- #34 :  Australie
- #38 :  Canada
- #88 :  Pays-Bas
- #89 :  États-Unis